# 郑天玮
郑天玮（？—），女，中国演员、编剧，北京人民艺术剧院演员、编剧，中国农工民主党党员。曾在电视剧《三国演义》中饰演何太后。